# 龍城府大夫人
龍城府大夫人廉氏（용성부대부인 염씨，1793年—1834年），是朝鲜王朝全溪大院君的妾，本贯龙潭。朝鲜哲宗的生母。
赠领议政廉成化之女。1831年，生下德完君李元范。1849年，德完君即位，就是朝鲜哲宗。哲宗把她追尊為父親的繼室，並追封她為龍城府大夫人。